# 羅永生
羅永生（英語：Lo Wing-sang），筆名安徒，香港著名文化研究學者，一九九零年至一九九九年在樹仁大學（ 原樹仁學院）任教，前嶺南大學文化研究系客席副教授。早年就讀於英華書院，後入讀香港中文大學社會學系，並曾經擔任第十三屆（1983-1984年）香港中文大學學生會會長。

## 出席學術講座
二零一七年適逢「六七暴動」五十週年，羅永生是《消失的檔案》記錄片學術論壇其中壹位主講者

## 著作
- 《誰的城市?--戰後香港的公民文化與政治論述 （页面存档备份，存于）》，香港：牛津大學出版社（1998)
- 《解殖與民族主義》，與許寶強合編，香港：牛津大學出版社 (2004)
- 《殖民無間道 （页面存档备份，存于）》，香港：牛津大學出版社 (2007)
- Collaborative Colonial Power: The Making of the Hong Kong Chinese （页面存档备份，存于）, Hong Kong University Press. （2009）
- 《殖民家國外 （页面存档备份，存于）》，香港：牛津大學出版社 （2014）
- 《勾結共謀的殖民權力 （页面存档备份，存于）》，香港：牛津大學出版社 （2015）
- 《在運動與革命之間讀書》，進一步多媒體有限公司出版 （2015）
- <思想香港>作者： 羅永生  出版社：香港牛津大學出版社  出版日期：2020/07/01